# Bjeloruska sovjetska enciklopedija
Bjeloruska sovjetska enciklopedija (bjeloruski: Белару́ская саве́цкая энцыклапе́дыя, ruski: Белору́сская сове́тская энциклопе́дия) prva je opća enciklopedija na bjeloruskome jeziku. Izdavala ju je izdavačka kuća Bjeloruska sovjetska enciklopedija (bjeloruski: Беларуская савецкая энцыклапедыя) u Minsku između 1969. i 1976. godine u 12 svezaka zajedno s indeksom. 12. svezak posvećen je Bjeloruskoj Sovjetskoj Socijalističkoj Republici. 

## Opis
Tijekom stvaranja Bjeloruske sovjetske enciklopedije sudjelovalo je više od 5000 autora, uključujući 125 akademika i dopisničkih članova Akademije znanosti Bjeloruske SSR, Akademije znanosti SSSR-a te njenih ogranaka, 544 doktora nauka ↓1 i profesora, 1650 kandidata nauka. Više od 85 % njih su živjeli unutar Bjeloruske SSR. Glavni urednik bio je Pjatrus’ Broŭka.
Bjeloruska sovjetska enciklopedija sveukupno ima 34.409 članaka, od kojih oko 40 % ima veze s Bjeloruskom SSR (sveukupno oko 13,6 tisuća članaka). Oko 6 tisuća članaka je o povijesti, oko 10 tisuća o prirodnim znanostima, oko 6,7 tisuća o zemljopisu, oko 6,8 tisuća o kulturi i oko 7 tisuća životopisa. 
Dvanaest svezaka sveukupno sadržavaju: 112 dodatnih listova u boji koji sadrže 1554 ilustracija, 225 dodatnih crno-bijelih listova koji sadrže 3004 ilustracija, oko 8 tisuća odvojenih ilustracija koje se nalaze uz tekst i 500 karata.  
Prvih 12 svezaka su tiskani u 25.000 primjeraka, dok je 13. svezak koji je posvećen Bjeloruskoj Sovjetskoj Socijalističkoj Republici tiskan u 30.000 primjeraka. Izdan je i dodatni indeks s popisom svih članaka. Tiskan je u 5000 primjeraka.

## Sadržaj svezaka
| Broj sveska | Ime sveska                                    | Godina objavljivanja | Broj stranica |
| ----------- | --------------------------------------------- | -------------------- | ------------- |
| 1           | А — Афіна                                     | 1969.                | 624           |
| 2           | Афіны — Ведрыч                                | 1970.                | 640           |
| 3           | Веды — Графік                                 | 1971.                | 608           |
| 4           | Графіка — Зуйка                               | 1971.                | 607           |
| 5           | Зуйкі — Кішы                                  | 1972.                | 616           |
| 6           | Кішынёў — Манцэвічы                           | 1972.                | 624           |
| 7           | Манцякі — Паддубічы                           | 1973.                | 607           |
| 8           | Паддубнікі — Рабкі                            | 1975.                | 675           |
| 9           | Рабкор — Сочы                                 | 1973.                | 640           |
| 10          | Сошна — Фут                                   | 1974.                | 656           |
| 11          | Футбол — Яя; Дадаткі                          | 1974.                | 656           |
| 12          | Беларуская Савецкая Сацыялістычная Рэспубліка | 1975.                | 735           |
| Bez broja   | Прадметны паказальнік                         | 1976.                | 538           |